# Joyce DeWitt
Joyce DeWitt (Wheeling, 23 april 1949) is een Amerikaanse actrice die vooral bekend is van haar rol als Janet Wood in de sitcom Three's Company van ABC van 1977 tot 1984.

## Biografie
Joyce DeWitt werd geboren op 23 april 1949 in Wheeling (West Virginia) en groeide op in Speedway, een buitenwijk van Indianapolis. Ze is van Italiaanse afkomst langs moeders kant. DeWitt begon op 13-jarige leeftijd op het podium te verschijnen. Ze deed mee aan speeches en debatten via de Indiana High School Forensic Association. Ze studeerde af aan de Speedway Senior High School en werkte ooit aan het loket van de Indianapolis Motor Speedway.
Ze behaalde haar bachelordiploma theater aan de Ball State University. Vervolgens schreef ze zich in voor het Master of Fine Arts-programma aan het Department of Theater van UCLA, waar ze de Master of Fine Arts Fellowship en de Clifton Webb Scholarship kreeg. Ze studeerde af in 1974.
Ze was van 1973 tot 1980 samen met acteur Ray Buktenica.

## Carrière

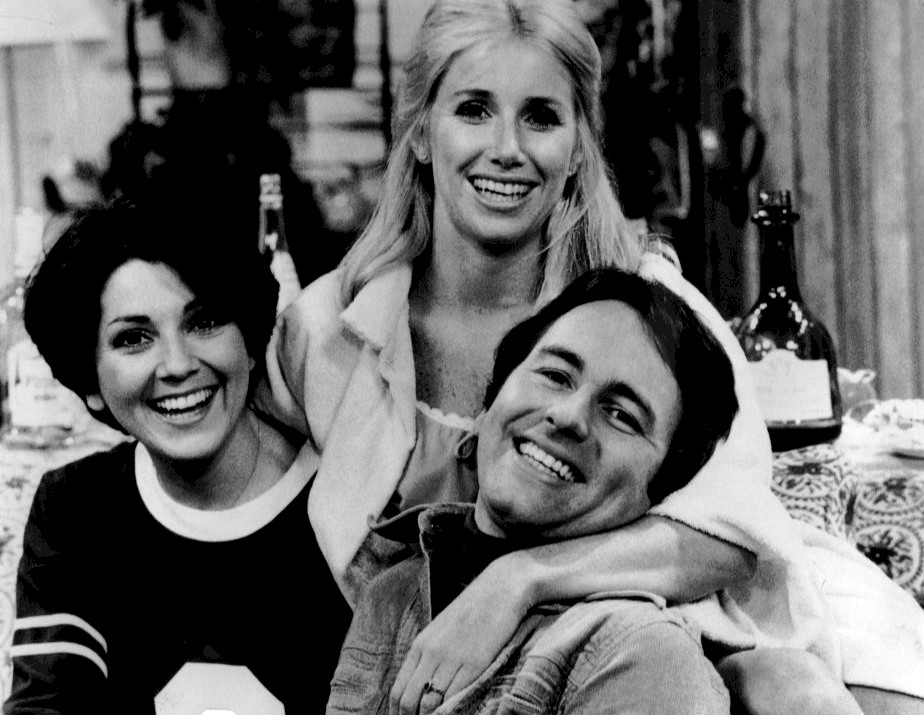
DeWitt (links) met John Ritter en Suzanne Somers in Three's Company (1977)

Tijdens haar studie aan de UCLA werkte ze als secretaresse tot haar televisiedebuut in een aflevering van Baretta. In tegenstelling tot geruchten dat acteur Abe Vigoda haar mentor was, heeft DeWitt gezegd dat de twee elkaar nooit ontmoet hebben.
DeWitt is het meest bekend voor haar rol als Janet Wood in de sitcom Three's Company van 1977 tot 1984, nadat ze gecast was voor de tweede pilootaflevering van de televisiereeks. Ze speelde ook Janet in een aflevering uit 1979 van de spin-offserie The Ropers.
Nadat Three's Company in 1984 eindigde, verscheen DeWitt in een aflevering van Finder of Lost Loves in 1984, waarna ze een aantal jaren stopte met acteren. Ze hervatte haar acteercarrière met een rol in een productie van Noises Off in het Cherry County Playhouse in Michigan in juni 1991. Later verscheen ze in de televisiefilm Spring Fling!, een komedie uit 1995. Een personage gebaseerd op haar, ingesproken door een andere actrice, verscheen in een aflevering van Pinky and the Brain  uit 1997. Ze speelde in een aflevering van Cybill en had een cameo in de voorlaatste aflevering van Living Single. Haar werk uit de jaren 2000 omvat tv-shows zoals Hope Island, The Nick at Nite Holiday Special en Call of the Wild.
DeWitt coproduceerde en presenteerde de NBC-TV-televisiefilm Behind the Camera: The Unauthorized Story of Three's Company uit 2003. In de film wordt DeWitt gespeeld door Melanie Paxson.
In 2008 verscheen ze in de indiefilm Failing Better Now. In 2009 speelde DeWitt in een toneelproductie van Married Alive in het Canadese Calgary.
In juni 2011 volgde DeWitt Eve Plumb op in de titelrol van het toneelstuk Miss Abigail's Guide to Dating, Mating & Marriage in het Downstairs Cabaret Theatre op Times Square in New York. Datzelfde jaar speelde ze in een Canadese toneelproductie van Dinner with Friends in Theatre Aquarius in Hamilton.
In 2012 verscheen DeWitt in twee afzonderlijke toneelproducties van Love Letters met respectievelijk Tab Hunter en Tony Dow in de hoofdrol. In augustus 2012 speelde ze met haar nichtje Katharine DeWitt in een productie van Remember Me in het Alhambra Dinner Theatre in Jacksonville.
Eveneens in 2012 verscheen DeWitt in de talkshow van Suzanne Somers, Suzanne Somers: Breaking Through, waarin zij en Somers herinneringen ophaalden aan hun tijd samen in Three's Company. Somers bood haar excuses aan voor het conflict dat tussen hen ontstond en ze wisselden anekdotes uit over de laatste keer dat ze met hun overleden co-ster John Ritter hadden gesproken. DeWitts verschijning in Somers' programma was de eerste keer dat de twee actrices elkaar zagen of spraken sinds ze 31 jaar eerder een grote ruzie hadden gehad, waarbij een salarisgeschil een rol speelde.
In 2018 speelde DeWitt Mother Superior in een toneelproductie van Nunsense in het Hunterdon Hills Playhouse in New Jersey.

## Liefdadigheidswerk
DeWitt nam met leden van het Amerikaanse Huis van Afgevaardigden en de Amerikaanse Senaat deel aan het Capitol Hill Forum on Hunger and Homelessness en heeft presentaties gegeven voor het Family Assistance Program of Hollywood. Ze was gastvrouw van de International Awards Ceremony in het Witte Huis voor de Presidential End Hunger Awards, en was mede-gastvrouw, samen met Jeff Bridges, van het World Food Day Gala in het Kennedy Center.